# Azbuka
Azbuka (ros. Азбука) – wywiadowcza organizacja konspiracyjna Białych podczas wojny domowej w Rosji.
Organizacja została założona pod koniec 1917 roku w Kijowie przez Wasilija W. Szulgina, byłego deputowanego do Dumy i publicystę monarchistycznego. W celach konspiracji każdy jej członek miał pseudonim, którym była litera alfabetu. Organizacja zajmowała się tajnym wysyłaniem do wojsk Białych oficerów i ochotników, prowadziła na ich rzecz propagandę oraz dostarczała dowództwu Armii Ochotniczej wojskowe i polityczne informacje o bolszewikach. Jej członkowie działali w zajętych przez wojska bolszewickie  Odessie i Kijowie, a także innych miastach sowieckiej Rosji. Generał Anton I. Denikin odkomenderował do organizacji płk. Baumgartena. Po zajęciu Odessy i Kijowa przez wojska Białych w 1918 roku, W. W. Szulgin ujawnił się. Siatka organizacji na obszarach zajmowanych przez bolszewików została stopniowo unicestwiona.